# Górnowola
Górnowola – wieś w Polsce położona w województwie świętokrzyskim, w powiecie buskim, w gminie Nowy Korczyn.
W latach 1975–1998 miejscowość administracyjnie należała do województwa kieleckiego.

## Części wsi
| SIMC    | Nazwa               | Rodzaj    |
| ------- | ------------------- | --------- |
| 0256030 | Górnowola Majoratna | część wsi |
| 0256047 | Górnowola Szpitalna | część wsi |

## Historia
Górnowola – u Długosza „Gorna Wolya”, wieś, w powiecie stopnickim. W połowie XV w., dziedzic Jan Nasion, herbu Topór.

Wieś w połowie daje dziesięcinę biskupowi krakowskiemu, drugą zaś połowę plebanowi w Ostrowcach (Długosz L. B., T.II, s.429).